# Tūtūnsīn
Tūtūnsīn (persiska: توتونسيز, توتونسين, توتونسِز, Tūtūnsīz) är en ort i Iran.   Den ligger i provinsen Ardabil, i den nordvästra delen av landet, 400 km nordväst om huvudstaden Teheran. Tūtūnsīn ligger 1 769 meter över havet och antalet invånare är 323.
Terrängen runt Tūtūnsīn är kuperad. Runt Tūtūnsīn är det ganska glesbefolkat, med 38 invånare per kvadratkilometer. Närmaste större samhälle är Ārmūdāq, 16,3 km sydväst om Tūtūnsīn. Trakten runt Tūtūnsīn består i huvudsak av gräsmarker.